# Mahabhashya
Mahabhashya, det vill säga "den stora kommentaren" (till Paninis indiska grammatik), författad av Patanjali någon tid emellan år 140 f.Kr. och 60 e.Kr., är egentligen ett förklarande försvar för Panini mot Katjajanas anmärkningar.
Den är av stor vikt såväl för kritiken av Paninis text som genom de historiska upplysningar den innehåller. Den är utgiven bl.a. i kritisk upplaga av Kielhorn (Bombay 1878 o.f.). Inledningen är översatt av docent O.A. Danielsson.